# Cornish (Maine)
Cornish – miasto w Stanach Zjednoczonych, w stanie Maine, w hrabstwie York.